# 岡村金太郎
岡村 金太郎（おかむら きんたろう、慶応3年4月2日（1867年5月5日） - 昭和10年（1935年）8月21日）は、日本の海藻学者・水産学者。日本海藻学の開拓者として明治から昭和初期にかけて活躍し、養殖の基礎を築いた。また、日本で初めてプランクトンを定性的に研究した。発表した論文は約250編、海藻に関する著書が極めて多い。

## 履歴
慶応3年4月2日（1867年5月5日）に岡村清七、セイの長男として江戸芝新幸町（現在の東京都港区新橋1丁目）に生まれる。芝新銭座町の攻玉塾、東京大学予備門を経て明治18年（1885年）7月に東京大学理学部（後の帝国大学理科大学）へ入学した。明治22年（1889年）7月の帝国大学理科大学植物学科卒業後は同大学大学院に入学、矢田部良吉のもとで藻類学研究を開始した。明治24年（1891年）4月に水産伝習所教師を委嘱され、明治25年（1892年）7月からは金沢市第四高等中学校の教授を務めた。明治28年（1895年）2月7日に理学博士の学位が授与された。明治29年（1896年）12月に第四高等中学校教授職を辞したのち、翌明治30年（1897年）に農商務省水産講習所講師となった。
明治32年（1899年）に「日本海藻屬名檢索表」、明治33年（1900年）に「海藻學汎論」、「日本海藻圖説」、明治35年（1902年）に「日本藻類名彙」を著した。明治39年（1906年）に水産講習所教授に就任する。明治40年（1907年）に「日本藻類圖譜」を発刊、明治42年（1909年）には北原多作の唱えた「漁業基本調査」の創設に助力した。明治43年（1910年）には北原と共に日本で初となる水産海洋学の著作「水理生物学要綱」を上梓、同書では岡村がプランクトンなどの生物分野を 北原が水温比重などの水理分野を受け持った。水産講習所の嘱託を務めた寺田寅彦によると岡村と北原の親睦は深く、冷やかし、からかい、口喧嘩は常日頃のことであったという。水産講習所では大正3年（1914年）に教務課長に就任、大正13年（1924年）8月には所長に就任し、昭和4年（1929年）に講習所から試験部を分離して水産試験場とする改革を断行した。この様な学術的研究を優先する姿勢は学生から反発を招き、昭和6年（1931年）には岡村の排斥運動にまで発展し水産講習所を解任された。岡村は名誉教授となったが、研究に専念できることを喜んだという。水産植物学では大正2年（1913年）より東京帝国大学農科大学水産学科で講師を務め、大正11年（1922年）より同大学理学部学生の実習指導を嘱託された。
海苔の養殖技術を指導するため、明治44年（1911年）に朝鮮総督府の委嘱により渡航、日本国内は長崎、熊本、佐賀、島根、伊勢湾、伊豆、宮城県など各地で海藻の養殖を指導し、また赤潮の調査に当たる。他方では沖縄、オーストラリア、ニュージーランドと太平洋地区、台湾など各地を調査のため訪れた。藻類の同定にも貢献している
。岡村は生涯で約千種に及ぶ日本産海藻を明らかにした。
大正3年には大日本水産会有功章を授与された。大正12年（1923年）に帝国水産会において顧問となり、昭和2年（1927年）2月には勲三等瑞宝章が授与された。昭和10年（1935年）4月には日本水産学会会長に就任したが、同年8月21日、東京赤十字病院にて胃癌のため死去した。没後勲三等旭日章を追授される。岡村の性格は不屈剛毅な気性を持つ人としても認識された。

## 栄典
- 1892年（明治25年）9月26日 - 従七位[50]
- 1919年（大正8年）10月10日 - 正五位[51]

## 著述

### 論文
- 「淺草海苔傳染病の原因」『植物学雑誌』第3巻第27号、1889年、151-154頁。
- 「水草の比較解剖」『植物学雑誌』第3巻第30号、1889年、272-274頁。同巻第31号(329-333頁)、同巻第32号(374-376頁)、同第4巻第35号106-109頁(1890年)
- “Ecklonia radicosa” (英語). 植物学雑誌 [Shokubutsugaku Zasshi] 6 (59):  1-4. (1892). ISSN 0006-808X. OCLC 7354783290.
- 「朝鮮釜山浦ノ海藻」『植物学雑誌』第6巻第61号、1892年、117-119頁。
- “Acanthopeltis, nov. gen., Acanthopeltis japonica. Yatabe, Ryokichi”. Iconographia florae japonicae (日本植物図解) 1:  157-160. (1892).
- “Contributions to the phycology of Japan”. Botanical Magazine (Tokyo) 7 (75):  99-102. (1893).
- “Neue japanische Florideen”. Hedwigia (33):  190-201. (1894).
- De Toni, J. B; ________ (1894). “Neue Meeresalgen aus Japan”. Berichte der Deutschen Botanischen Gesellschaft (12):  72-78.
- De Toni, G. B. (1895). “Sopra tre nuove Alghe marine giapponesi del Prof. K. Okamura.”. Tomo 6. 7 (Atti del R. Istituto Veneto di scienze, lettere ed arti.):  337-344.
- “Contribution to knowlwdge of the marine algae of Japan. II”. Botanical Magazine (Tokyo) 10 (110):  21-28. (1896).
- 「日本産海藻八新種(摘要)」『植物学雑誌』第10巻第111号、1896年、155-160頁。
- “Contribution to knowlwdge of the marine algae of Japan. II. (Continued from No. 110)”. Botanical Magazine (Tokyo) 10 (111):  33-40. (1896).
- 「デ、トニー氏〔日本海藻誌〕」『植物学雑誌』第11巻第120号、1897年、60-61頁。
- 「訂正増補日本重要水産植物圖」『植物学雑誌』第12巻第134号、1898年、136-138頁。
- 「ウロスリックスノ結實作用ニ關スル研究」『水産講習所試験報告』第1巻第1号、1899年、132-141頁。
- 松村任三(編纂)、三好學(編纂)「下等隠花類部」『新撰日本植物圖説』1900年。
  - 第1巻, 第8集:第38圖版「えつきいはのかは」新稱 (1900年)
  - 第1巻, 第9集:第44圖版「はひてんぐさ」(新稱) (1900年)
  - 第2巻, 第1集:第63圖版「へらいはづた」新稱 (1900年)
  - 第1巻, 第12集:第58圖版「なみのはな」(1901年)
- “Algae japonicae Exsiccatae, Fasciculus II. (Published by the author. Tokyo, July 1903. 30 M..).”. Hedwigia (42):  285-286. (1903).
- 「本邦海藻ノニ新屬」『植物学雑誌』第17巻第198号、1903年、179-180頁。
- 「鰤魚道に産する一有花植物に就て」『大日本水産會報』第246号、1903年、7-9頁。
- 「Hydrurus foetidus信州ニ普シ」『植物学雑誌』第18巻第203号、1904年、15頁。
- Okamura, Kintarō; T. Nishikawa (1904). “A list of the species of Ceratium in Japan”. Annotationes Zoologicae Japonenses 5 (3):  121-131.
- 「あさくさのり移植試驗報告」『水産講習所試験報告』第3号、1905年、65-92頁。
- 「アサクサノリの移植に就て」『大日本水産會報』第270号、1905年、15-21頁。
- 「寒天の製造に就て」『大日本水産會報』第280号、1905年、1-11頁。
- 「養殖と云ふことに就て」『大日本水産會報』第1巻第1号、水産學會、1906年、1-3頁。
- “Some Chaetoceras and Peragallia of Japan”. Botanical Magazine (Tokyo) 21 (244):  89-10. (1907).
- 「本邦産キートセラス及ビペラガリア屬」『植物学雑誌』第21巻第244号、1907年、111-137頁。
- “An annotated list of plankton microrganisms of the Japanese coast”. Annotationes Zoologicae Japonenses 6 (2):  125-151. (1907).
- 岡村、丸川久俊「鰹漁場調査報告」『水産講習所試験報告』第5巻第4号、1909年、1-18頁。 - 図版2点、図表11点
- Okamura, Kintaro (1913). “the marine algae of chosen”. Rep. Imp. Bur. Fish., Sci. Inv. 2:  17-30. doi:10.11501/1678722. NAID 10011941934. NDLJP:1678722.
- “Undaria and its Species” (英語). Shokubutsugaku Zasshi [植物学雑誌] 29 (346):  266-278. (1915). doi:10.15281/jplantres1887.29.346_266. ISSN 0006-808X. OCLC 7354671672.
- “History of Phycology in Japan [本邦海藻學發達ノ歴史]” (英語). Shokubutsugaku Zasshi 30 (349):  1a-24. (1916). doi:10.15281/jplantres1887.30.1a. ISSN 0006-808X. OCLC 7354673957.
- “List of Marine Algae collected in Caroline and Mariana Islands, 1915”. Shokubutsugaku Zasshi 30 (349):  1b-14. (1916). doi:10.15281/jplantres1887.30.1b. ISSN 0006-808X. OCLC 7355017516.
- ________、妹尾秀實、原信「水産講習所高島實驗場蕃殖保護試驗成績第壹次報告」『水産講習所試験報告』第14巻第2号、1918年、1-6頁。
- ________、妹尾秀實、原信「水産講習所高島實驗場蕃殖保護試驗成績第貳次報告 (鮑ノ成長度ニ就テ)」『水産講習所試験報告』第15巻第4号、1920年、83-96頁。
- “Preliminary Notes on the Development of the Carpospores of Porphyra tenara KJELLM”. Shokubutsugaku Zasshi 34 (405):  131-135. (1920). doi:10.15281/jplantres1887.34.405_131.
- 「ベンネット氏〔鯨ノ皮膚ニ硅藻ノ附着スルコトニ就テ〕」『植物学雑誌』第35巻第413号、1921年、115-116頁。
- 「近クデンマルクノ海ニ移サレタル二三海藻ニ就テ」『植物学雑誌』第35巻第414号、1921年、149-151頁。
- 「海藻名ボウズコロシに就て」『水産研究誌』第16巻第3号、1921年、101-102頁。
- 「鯨の皮膚に硅藻の附着することに就て」『水産研究誌』第16巻第5号、1921年、153頁。
- 「最近沿岸に海藻の移住したる外國の例」『水産研究誌』第16巻第5号、1921年、139-140頁。
- 「科學の知識と云ふことに就て」『科学知識』第1巻第3号、1921年、258-261頁。
- 「太平洋の海藻」『科学知識』第1巻第4号、1921年、307-312頁。
- 「往来物に依って見たる徳川時代の庶民教育」第3篇、世界文庫刊行会、1921年。
- 「岡村金太郎講演 : 徳川時代庶民教育の教科書たる往來物に就きて」『啓明会講演集』第9号、1923年、1-37頁。
- 「科学漫談―共生生活」『科学画報』第1巻第3号、1923年、272-274頁。
- 「沿岸帯藻類の復興に就て」『植物学雑誌』第38巻第445号、1924年、22-23頁。
- 「江戸の生ひ立ち (一)」『科学知識』第4巻第1号、1924年、98-105頁。
- 「江戸の生ひ立ち (二)」『科学知識』第4巻第2号、1924年、199-203頁。
- 「本當の立てかへ立直しにあった沿岸生物の國々」『科学画報』第2巻第2号、1924年、204-207頁。
- 「理學士石川光春「趣味ノ植物春秋」」『植物学雑誌』第39巻第464号、1925年、283-284頁。
- 「おほばのこぎりもく」『植物学雑誌』第39巻第467号、1925年、346頁。
- 「日本海ニ特殊熱帯海藻ノ分布セザルコトニ就テ」『植物学雑誌』第39巻第468号、1925年、387-388頁。
- 「海藻漫談 [一]」『科学知識』第6巻第11号、1926年、1148-1151頁。
- 「海藻漫談 [二]」『科学知識』第6巻第12号、1926年、1266-1269頁。
- 「海藻學ヲオヤリナサイ」『植物研究雑誌』第4巻第2号、1927年、35-39頁。
- 「海藻漫談 [三]」『科学知識』第7巻第1号、1927年、89-91頁。
- 「海藻學ニ志アル人ニ告グ」『植物研究雑誌』第5巻第8号、1928年、286-287頁。

### 翻訳
- 「ベーリング海トオコック海トノ海藻ノ關係ニ就テ」『植物学雑誌』第7巻第72号、1893年、31-37頁。
  - 「一二海藻ノ報知」『植物学雑誌』第7巻第72号、1893年、7-8頁、doi:10.15281/jplantres1887.7.7。
- 「藻ノ海ニ就テ」『植物学雑誌』第32巻第377号、1918年、137-140頁、doi:10.15281/jplantres1887.32.377_135。
- 「印度「サージン」の生活史」『水産研究誌 [Journal of fishery science]』第20巻第10号、1925年、348-349頁。
- 「有毒藍藻類に就て」『水産研究誌』第20巻第10号、水産交友会、1925年、349頁。
- 「米國パリセード、インターステートパークの植物[プランクトン]の生態と養魚上の關係」『水産研究誌』第20巻第10号、1925年、349-350頁。
- 「酸母と脂肪及「アルコール」の源泉としての海藻」『水産研究誌』第20巻第11号、1925年、386頁。
- 「Giovanni Battista De Toni, F.M.L.S., Hon. F.R.M.S.」『植物学雑誌』第40巻第478号、1926年、558-561頁、doi:10.15281/jplantres1887.40.478_550。 - 恩師Giovanni Battista De Toni博士の逝去を知り記した人物伝[52]。
- 「興味深キ「藻ノ海」ノ成因」『植物研究雑誌』第3巻第3号、1926年、54-56頁。

### 単行本
- 『植物學教科書 [Shokubutsugaku kyōkasho]』冨山房、1890年。 NCID BA33157205。OCLC 673279182。
  - ____(編)『植物學教科書』（増補再版）冨山房、1891年。2018年4月1日閲覧。
- ____(編)『植物學新書：全 [Shokubutsugaku shinsho: zen]』 12巻、冨山房〈普通学全書 [Futsūgaku Zensho,]〉、1891年8月。 NCID BA41716925。OCLC 673279645。
- 「第1編 (総論之部)」『日本海藻學』冨山房〈植物學新書〉、1892年3月。OCLC 673282303。 - 56p 図版 ; 27cm
- ____、相川銀次郎、Aikawa, G『水産工藝沃度(ヨヂユーム)製造新書 [Suisan kōgei yōdo seizō shinsho]』冨山房、1892年3月。 NCID BA44759174。OCLC 673434465。 - 55p ; 19cm
- 『新撰普通植物學』冨山房、1899年12月。OCLC 834617932。
- 『日本海藻屬名検索表』東京植物学会 [Tōkyō Shokubutsu Gakkai]、東京、1899年4月。 NCID BA44905811。OCLC 673282337。2018年4月1日閲覧。 - 51p ; 19cm
  - 『日本海藻屬名檢索表』（3版）岡村金太郎、東京、1927年。
  - 『日本海藻屬名檢索表』（4版）岡村金太郎、東京、1934年。
- 『海藻學汎論』敬業社、東京、1900年11月。 NCID BN09331818。OCLC 683027554。
- 『日本海藻圖説=Illustrations of the marine algae of Japan』敬業社、東京。 NCID BN13329106。OCLC 834617665。 - 1900-1902年にわたり刊行。図版30枚
  - 第1-6冊合本
  - 第1冊(p.i-ii, 1-14, 1-18, 2, pl.1-5) (1900.11.20出版)
  - 第2冊(p.15-27, 19-36, pl.6-10) (1901.1.30出版)、
  - 第3冊(p.29-42, 37-57, pl.11-15) (1901.4.5出版)
  - 第4冊(p.43-56, 59-77, pl.16-20) (1901.8.17出版)、
  - 第5冊(p.57-74, 79-101, pl.21-25) (1901.11.10出版)
  - 第6冊(p.75-93, 103-128, pl.26-30) (1902.6.15出版)
- 『日本藻類名彙』敬業社、東京、1902年2月。 NCID BN09332264。
  - 『日本藻類名彙』（2版）成美堂、1916年。 NCID BN04078060。OCLC 21860327。2018年4月1日閲覧。- 『日本藻類名彙』2版の附録

- 『海藻學汎論』（訂正増補版）敬業社、東京、1902年8月。 NCID BN10977653。
- 『水産一夕話』冨山房、1904年。 NCID BN14133868。2018年4月1日閲覧。 - 全7巻
- 『日本藻類圖譜 ＝ Icones of Japanese algae』岡村金太郎、東京。 NCID BN10978907。OCLC 6269718。 - 1907-1937年にわたり刊行。英文併記 各巻10分冊を7冊に合冊製本したもの。
- ____[講述]『水産叢話』博文館〈學藝叢書 3〉、1907年7月。 NCID BN14276832。2018年4月1日閲覧。
- 『淺草海苔』博文館、1909年12月。 NCID BN10054125。OCLC 491806256。2018年4月1日閲覧。 - 附:東京府従多摩川至江戸川海苔採場実測図
- ____、北原多作『水理生物學要稿 : 漁業基本』岡村金太郎、東京、1910年10月。
- 『日本藻類名彙』敬業社、1902年。 NCID BN09332264。OCLC 15660662。
  - 『日本藻類名彙』（2版）成美堂、1916年。[53][54]
- 『趣味から見た海藻と人生』内田老鶴圃、東京、1922年4月。 NCID BN0966081X。OCLC 672436779。2018年4月1日閲覧。
- ____[編]『往來物分類目録』啓明会事務所、東京、1913年。 NCID BN13609601。
  - 『往來物分類目録』（補遺追加再版）啓明会事務所、東京、1925年。
- ____、妹尾秀實、淺野彦太郎、丸川久俊『震災後ニ於ケル東京海灣ノ海洋並ニ漁業状態調査概況』小西芳太郎[著]; 川名武[著]; 農商務省水産講習所[編]、農商務省水産講習所、東京〈激震地方ニ於ケル海洋ト漁業 其の1.〉、1923年12月。 NCID BA30112652。OCLC 672422756。2018年4月1日閲覧。 - 15p, 図2枚 ; 26cm
- 『水産植物 : 「あさくさのり」の養殖』岩波書店〈岩波講座生物學, . 實際問題〉、1930年5月。 NCID BN08681279。
  - 『あさくさ海苔』岩波書店〈岩波講座生物學 第16〉、1931年。
- 『藻類系統學』内田老鶴圃、東京、1930年6月。 NCID BN06530884。OCLC 674229204。2018年4月1日閲覧。
  - 『藻類系統學』（2版）内田老鶴圃、東京、1934年7月。
- 『海産植物の地理的分布』岩波書店〈岩波講座地理學〉、1931年7月。 NCID BB04005051。- 第６回配本４，地理第３回，奥付の書名：岩波講座地質学及び古生物学砿物学及び岩石学地理学。
- 『日本海藻誌』内田老鶴圃、東京、1936年4月。 NCID BN07847569。2018年4月1日閲覧。
- 『遺稿集』出版者不明、出版地不明。 NCID BA68138171。 [193-]

### 註釈
1. 1 2  水産伝習所は明治21年（1888年）に大日本水産会によって設置された水産に関する実業学校。明治30年（1897年）に農商務省により水産講習所が開設されると伝習所の教職員や生徒の多数は講習所に引き継がれた。昭和24年（1949年）に開設された農林省管轄の東京水産大学の前進である[6]。